# Tachicardia sopraventricolare
La tachicardia sopraventricolare (SVT, sigla dell'inglese supraventricular tachycardia) è genericamente un ritmo cardiaco ad alta frequenza che origina al di sopra del ventricolo. Le tachicardie sopraventricolari costituiscono un gruppo che si contrappone alle più pericolose tachicardie ventricolari, ritmi rapidi che originano nel contesto del tessuto ventricolare.
Spesso, comunque, il termine "tachicardia sopraventricolare" è utilizzato nella pratica clinica per indicare un tipo specifico di SVT, detto tachicardia parossistica sopraventricolare, un'aritmia classificabile come tachicardia da rientro nodale.

## Nomenclatura
Il termine "tachicardia sopraventricolare" può assumere significati differenti in base al contesto.
In teoria, esso definisce ogni tachicardia che non abbia origine ventricolare. Questa definizione includerebbe anche la tachicardia sinusale, un fenomeno fisiologico di adattamento allo stress e a moltissime condizioni patologiche non cardiache, come la febbre e l'ipertiroidismo. Nel senso più ampio, la tachicardia sopraventricolare comprende forme anomale di tachicardia sinusale, la tachicardia atriale ectopica (in cui l'impulso nasce fuori dal nodo senoatriale), la fibrillazione atriale, il flutter atriale e la tachicardia giunzionale.
Spesso, però, nel contesto clinico, è usato come sinonimo di tachicardia parossistica sopraventricolare (TPSV). Quest'ultimo termine si riferisce alle tachicardie sopraventricolari con esordio improvviso, quasi immediato, e ritmo regolare. In questi casi la frequenza cardiaca può aumentare bruscamente da una media di 75-80/batt/min fin oltre 200/batt/min, spesso in seguito a un movimento rapido come raccogliere un oggetto da terra. Poiché le tachicardie sinusali fisiologiche hanno esordio graduale e la fibrillazione atriale ha un ritmo irregolare, esse non sono comprese fra le TPSV. Queste ultime si rivelano frequentemente essere tachicardie da rientro nodale o in parte da sindrome di Wolff-Parkinson-White (WPW).
La nomenclatura delle tachicardie tende attualmente a non usare il termine “tachicardia sopraventricolare”, perché questa aritmia può coinvolgere anche il tessuto ventricolare. La classificazione pertanto oggi distingue tachicardie a QRS stretto e tachicardie a QRS largo, preferendo alla diagnosi anatomica una diagnosi elettrocardiografica, più descrittiva e facilmente verificabile.

## Classificazione
Si distinguono vari tipi di tachicardia sopraventricolare a seconda del meccanismo di formazione e mantenimento dell'impulso.
Tachicardie sopraventricolari ad origine dal nodo senoatriale:
- Tachicardia sinusale inappropriata
- Tachicardia da rientro senoatriale

Tachicardie sopraventricolari ad origine dall'atrio:
- Tachicardia atriale focale
- Tachicardia atriale multifocale
- Fibrillazione atriale ad alta risposta ventricolare
- Flutter atriale ad alta risposta ventricolare

In mancanza di una rapida risposta ventricolare, la fibrillazione e il flutter atriale non sono classificati tra le SVT.
Tachicardie sopraventricolari ad origine dal nodo atrioventricolare (tachicardia giunzionale):
- Tachicardia da rientro nodale o tachicardia giunzionale
- Tachicardia giunzionale reciprocante permanente (o persistente), forma tipica dei neonati e dei bambini, ma che si può occasionalmente osservare anche negli adulti
- Tachicardia atrioventricolare reciprocante manifesta o latente (compresa la sindrome di Wolff-Parkinson-White)
- Tachicardia giunzionale ectopica

## Segni e sintomi
I sintomi possono insorgere in modo improvviso e regredire senza alcuna terapia. Sforzi fisici e stress psichico, che fisiologicamente provocano un aumento della frequenza cardiaca, possono a volte innescare una tachicardia sopraventricolare. Gli episodi hanno una durata variabile da pochi minuti fino a 1-2 giorni e talvolta persistono finché non vengono trattati. La frequenza cardiaca molto elevata durante l'episodio può ridurre l'efficacia della pompa cardiaca, diminuendo la gittata cardiaca e la pressione arteriosa. Con una frequenza cardiaca compresa tra 120 e 240 battiti al minuto possono manifestarsi i seguenti sintomi:
- Cardiopalmo
- Dispnea (fame d'aria)
- Dolore toracico
- Tachipnea (respiro rapido)
- Vertigini
- Sincope nei casi più gravi
- Parestesie (alterazioni della sensibilità cutanea)

## Diagnosi

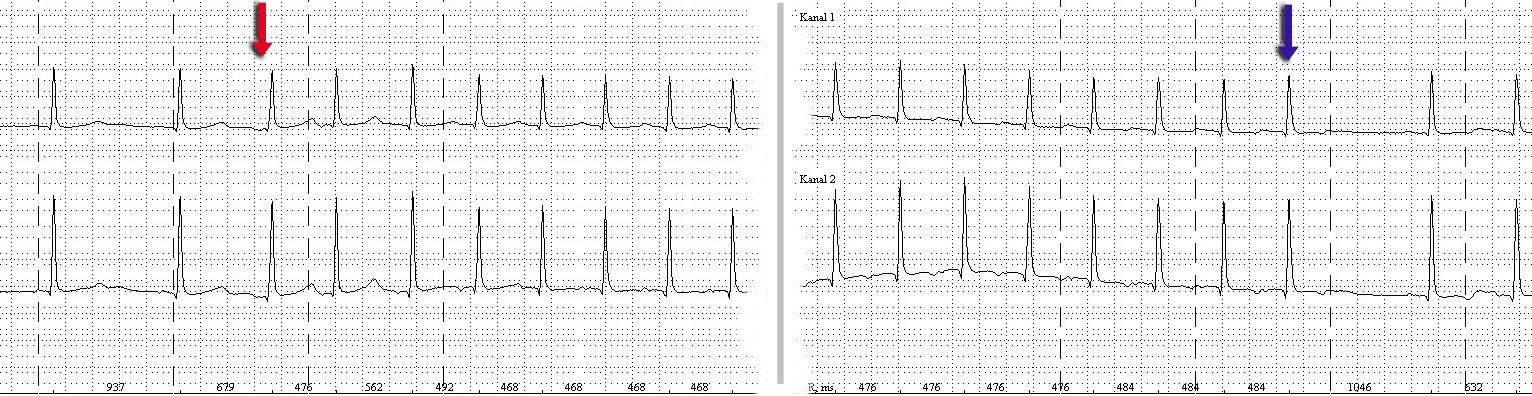
ECG Holter che mostra l'inizio (freccia rossa) e la fine (freccia blu) di una tachicardia sopraventricolare con frequenza di circa 128 battiti al minuto.

I diversi tipi di tachicardia sopraventricolare si differenziano fra di loro in base a caratteristiche visibili all'elettrocardiogramma (ECG).
Nella maggior parte dei casi il complesso QRS è stretto, ma le tachicardie sopraventricolari con conduzione aberrante mostrano QRS larghi che possono simulare una tachicardia ventricolare (TV). Nel contesto clinico, è importante determinare se una tachicardia con QRS largo abbia origine sopraventricolare o ventricolare, poiché ciò determina un diverso approccio terapeutico. La tachicardia ventricolare deve essere assolutamente trattata nel modo appropriato per evitare che degeneri in una fibrillazione ventricolare, aritmia letale. Sono stati proposti diversi algoritmi diagnostici per determinare se una tachicardia a QRS largo sia sopraventricolare o ventricolare. In genere, una storia clinica di cardiopatia aumenta la probabilità che l'origine dell'aritmia sia ventricolare.
- La tachicardia sinusale è fisiologica quando costituisce una risposta a uno stimolo, come il rilascio in circolo di catecolamine associato ad emozioni, stress o sforzo fisico. L'aspetto elettrocardiografico è identico a quello del ritmo sinusale, dal quale si distingue solo per la frequenza elevata (>100 battiti/minuto negli adulti).
- La tachicardia sinusale inappropriata (TSI) è una sindrome caratterizzata da frequenze cardiache sinusali "inappropriatamente" elevate a riposo o presenti per piccoli sforzi fisici. La diagnosi è clinica, infatti non è distinguibile sui tracciati elettrocardiografici da una semplice tachicardia sinusale.
- La tachicardia da rientro senoatriale è provocata da un circuito di rientro localizzato nel nodo senoatriale. L'onda P presenta morfologia regolare, il QRS è stretto e di forma normale. Quest'aritmia è praticamente indistinguibile dalla tachicardia sinusale, a meno che non se ne osservi l'inizio improvviso (o la si registri con l'ECG Holter). Un possibile criterio diagnostico è la pronta risposta alle manovre di stimolazione vagale, inclusa la manovra di Valsalva.
- La tachicardia atriale focale nasce da un singolo focus ectopico localizzato nell'atrio ed è caratterizzata da un'onda P di forma anomala che precede un complesso QRS stretto e regolare.
- La tachicardia atriale multifocale è un'aritmia che risulta dall'attivazione di almeno tre foci ectopici all'interno degli altri; si caratterizza per la presenza di onde P di almeno tre morfologie differenti, seguite da QRS stretti e irregolari.
- La fibrillazione atriale non è classificabile di per sé come una tachicardia, ma lo diventa quando è associata ad una rapida risposta ventricolare (maggiore di 100 batt/min) ed in tal caso viene definita tachi-aritmia da fibrillazione atriale. Il ritmo è tipicamente irregolare; la depolarizzazione appare irregolare sia a livello atriale che ventricolare. Si distingue per la sostituzione delle onde P da parte di onde irregolari, tipiche, che stimolano una risposta ventricolare evidenziata da complessi QRS stretti e irregolari.
- Il flutter atriale è provocato da un meccanismo di rientro negli atri che genera un ritmo regolare con frequenza di circa 250-300 battiti al minuto. All'ECG le onde P hanno un aspetto "a denti di sega". Il nodo atrioventricolare di solito non conduce con una frequenza così elevata, quindi si instaura un rapporto P:QRS pari a 2:1(meno frequentemente 3:1/4:1 e a volte 1:1 in caso di uso di antiaritmici di classe IC). Poiché il rapporto di conduzione atrio-ventricolare (P-QRS) è quasi sempre costante, il flutter atriale è spesso regolare, al contrario della fibrillazione atriale. Anche il flutter atriale non è necessariamente una tachicardia, a meno che il nodo AV non permetta una risposta ventricolare maggiore di 100 battiti al minuto.
- La Tachicardia da rientro atrio-ventricolare di tipo nodale è spesso chiamata anche tachicardia giunzionale, poiché la "giunzione atrioventricolare" comprende il nodo AV. Essa è provocata da un circuito di rientro localizzato in prossimità o all'interno del nodo atrioventricolare. Spesso il circuito coinvolge due vie, una rapida e una lenta, all'interno del nodo atrioventricolare. Poiché il nodo si trova tra atrio e ventricolo, spesso il circuito di rientro li stimola entrambi: ciò significa che si formano onde P retrocondotte, che sono mascherate dai complessi QRS o seguono immediatamente questi ultimi, che appaiono stretti e regolari.
- La tachicardia atrioventricolare reciprocante è anch'essa provocata da un circuito di rientro, anche se più esteso rispetto a quelli che provocano la tachicardia atrioventricolare da rientro nodale. Solitamente una parte del circuito è costituita dal nodo atrioventricolare e l'altra da una via accessoria anomala tra atrio e ventricolo. La sindrome di Wolff-Parkinson-White è una patologia relativamente comune in cui è presente una via accessoria, il fascio di Kent, che attraversa l'anello valvolare atrioventricolare.
  - Nella forma ortodromica, gli impulsi provenienti dall'atrio sono condotti attraverso il nodo atrioventricolare e quindi retrocondotti all'atrio tramite la via accessoria. Una caratteristica della tachicardia ortodromica, quindi, è l'eventuale presenza di un'onda P che segua ciascun complesso QRS (questi ultimi appaiono stretti e regolari), dovuta proprio alla conduzione retrograda.
  - Nella tachicardia antidromica gli impulsi atriali sono condotti tramite la via accessoria e ritornano all'atrio passando per il nodo atrioventricolare. Poiché dalla via accessoria, subito dopo il fascio di His, inizia la conduzione ai ventricoli, il QRS in questo caso è spesso più ampio del normale ed è visibile un'onda delta.
- Infine, la tachicardia ectopica giunzionale è una forma rara di tachicardia dovuta ad un aumento dell'automatismo del nodo atrioventricolare che dà origine a battiti più frequenti. Spesso all'ECG la tachicardia giunzionale si presenta con onde P di forma anomala a intervalli irregolari, apparentemente non in relazione con i complessi QRS che appaiono invece regolari e di ampiezza normale. Spesso questa tachicardia è scatenata da un'intossicazione da farmaci.

## Terapia
La tachicardia sopraventricolare generalmente non è pericolosa per la vita ed è possibile trattare o prevenire i singoli episodi. Alcune terapie possono essere applicate tranquillamente a tutte le forme di TSV, mentre altre sono specifiche per i singoli tipi e richiedono, perciò, una diagnosi accurata della patologia, della sua origine e della sua propagazione.
Le tachicardie sopraventricolari possono essere suddivise in due grandi gruppi, a seconda che il nodo atrioventricolare sia coinvolto o no nel mantenimento dell'impulso. Le tachicardie che coinvolgono il nodo AV possono essere interrotte rallentando la conduzione nel nodo stesso. Le tachicardie che non coinvolgono il nodo AV non sono di solito bloccate dalle stesse manovre, ma queste ultime saranno comunque utili, poiché un blocco atrioventricolare transitorio può mettere in evidenza alcune alterazioni del ritmo.
Il blocco del nodo atrioventricolare può essere ottenuto in tre modi:

### Manovre vagali
Alcune manovre, definite come vagali, possono determinare una modifica della conduzione a livello del nodo atrioventricolare mediante l'attivazione del sistema nervoso parasimpatico e in particolare del nervo vago. Per questo motivo tali manovre sono definite "manovre vagali". Fra queste, dovrebbe essere tentata per prima la manovra di Valsalva. Essa funziona perché, aumentando la pressione all'interno del torace, stimola i barocettori (recettori di pressione) nell'arco aortico. Per effettuare la manovra, il paziente deve trattenere il respiro e provare a espirare forzatamente, come durante lo sforzo della defecazione. Un altro sistema consiste nel tappare il naso e provare a espirare contro pressione. Altre manovre vagali, meno in uso, comprendono il trattenere il respiro per qualche secondo, la tosse e l'immersione del viso in acqua fredda, (per il riflesso di immersione), bere acqua fredda e assumere la posizione a testa in giù. Il massaggio del seno carotideo, praticato comprimendo il bulbo di una delle arterie carotidi a livello del collo, è efficace, ma non raccomandato in pazienti anziani per il rischio di ictus dovuto alla possibile mobilizzazione di placche aterosclerotiche dalle carotidi.

### Farmaci

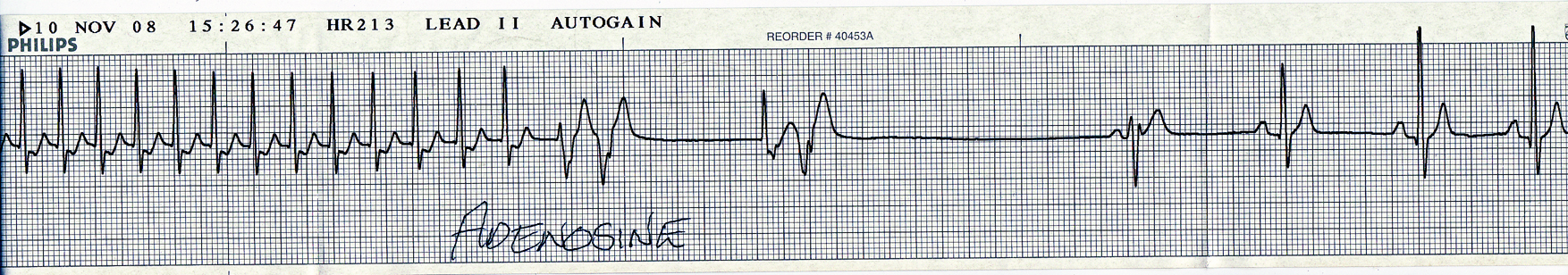
Tracciato ECG di una tachicardia parossistica sopraventricolare interrotta con adenosina.

Il verapamil e.v. e l'adenosina, un farmaco ad emivita brevissima bloccante del nodo atrioventricolare, sono indicati quando le manovre vagali non sortiscono effetto. Se l'adenosina riesce a interrompere la tachicardia, può essere indicata la prosecuzione della terapia con diltiazem, verapamil o metoprololo. Le tachicardie che non interessano il nodo atrioventricolare, invece, rispondono spesso ad altri farmaci antiaritmici come il sotalolo o l'amiodarone. In gravidanza, l'adenosina è il trattamento di scelta raccomandato dalle linee guida ACC/AHA/ESC per la gestione dei pazienti con aritmie sopraventricolari.

### Cardioversione elettrica
Se la terapia farmacologica non ha dato effetto, si può utilizzare la cardioversione elettrica, che risulta sempre efficace. Questa procedura deve essere eseguita in ambiente ospedaliero.

## Profilassi
Dopo l'episodio acuto, può essere indicato un trattamento per prevenire il ripetersi dell'aritmia. Nei pazienti con episodi isolati, poco frequenti o scarsamente sintomatici, in genere non è necessaria alcuna terapia preventiva. Al contrario, i pazienti con episodi frequenti o nei quali i sintomi compromettono la qualità di vita possono trarre giovamento dalla prevenzione. A tale scopo si utilizzano diverse classi di farmaci, che comprendono bloccanti del nodo atrioventricolare come i beta-bloccanti e il verapamil nonché alcuni antiaritmici, con buoni risultati ma con possibili effetti avversi da considerare.
L'ablazione con radiofrequenza è utilizzata nelle tachicardie da rientro. Si tratta di una procedura a basso rischio, nella quale si usa un catetere all'interno del cuore che emana radiofrequenze in grado di localizzare e distruggere le vie di conduzione anomale. L'ablazione è considerata una procedura efficace, con percentuali di successo intorno al 90% nelle tachicardie da rientro atrio-ventricolare nodale. Risultati simili sono stati ottenuti nella tachicardia atrio-ventricolare reciprocante e nel flutter atriale tipico.
Un trattamento di più recente introduzione per il trattamento delle TSV nodali è la crioablazione. Nelle tachicardie sopraventricolari che coinvolgono il nodo atrioventricolare, l'ablazione con radiofrequenza comporta un piccolo rischio di danneggiare il nodo atrioventricolare, fino a richiedere l'impianto di un pacemaker. Nella crioablazione si utilizza un catetere raffreddato con ossido nitrico per raffreddare il tessuto fino a -10 °C; ciò comporta la possibilità di ottenere gli stessi risultati dell'ablazione con radiofrequenza, con minori rischi, poiché il raffreddamento è reversibile. Se dopo aver portato il tessuto alla temperatura di -10 °C si ottiene il risultato desiderato, la temperatura viene ulteriormente abbassata fino a -73 °C, determinando l'ablazione permanente del tessuto.